# Marmita
As marmitas, também chamadas quentinhas, são as pequenas porções de comida levadas pelos trabalhadores brasileiros em potes ou embalagens metálicas, às vezes de forma improvisada, e também o nome das refeições servidas nos presídios do sistema carcerário brasileiro.